# 高银金融117
高银金融117，又称天津高银117大厦，因大廈地上設計樓層高達117層而得名，是位于中国天津市西青区的摩天大楼，由高银地产集团投资，中国建筑第三工程局负责兴建，2008年开工，原計劃於2016年8月落成投入使用，但在2015年9月8日实现结构封顶后因開發商資金鏈斷裂随即停工，成為世界最高的爛尾建築。2025年4月30日重啟工程。
該大厦是總投資達100億美元的 “新京津·高银天下”项目的核心建筑。该项目另包括已抵押予中國銀行的辦公樓「盛世高銀中心」及「高銀經典中心」，副樓「帝堡高銀中心」，「富國高銀」住宅區及一個馬球會，整個項目規劃佔地面積約196萬平方米，建築面積約233萬平方米，其中高銀金融117建築面積84.7萬平方米。高銀金融117位於天塔的正西方，其结构高度596.5米，居于世界第四位，在中國是僅次於上海中心大厦的第二高摩天大楼。

## 区位与交通
高银117大厦位于天津市西青区内津静路与海泰南北大街交汇口，雖然是濱海高新技術園區的一部份，但並非中心區域，實際位置在天津城區西南。周围有天津城建大学、天津农学院、天津商业大学宝德学院等高校。高银117大厦距离京沪高铁天津南站约10分钟车程，规划中的天津地铁11号线西段在此设内环路站。而目前僅有天津地鐵3號線途經附近（楊伍莊站與學府工業區站間，但距離较遠）。

## 建筑概况与参数

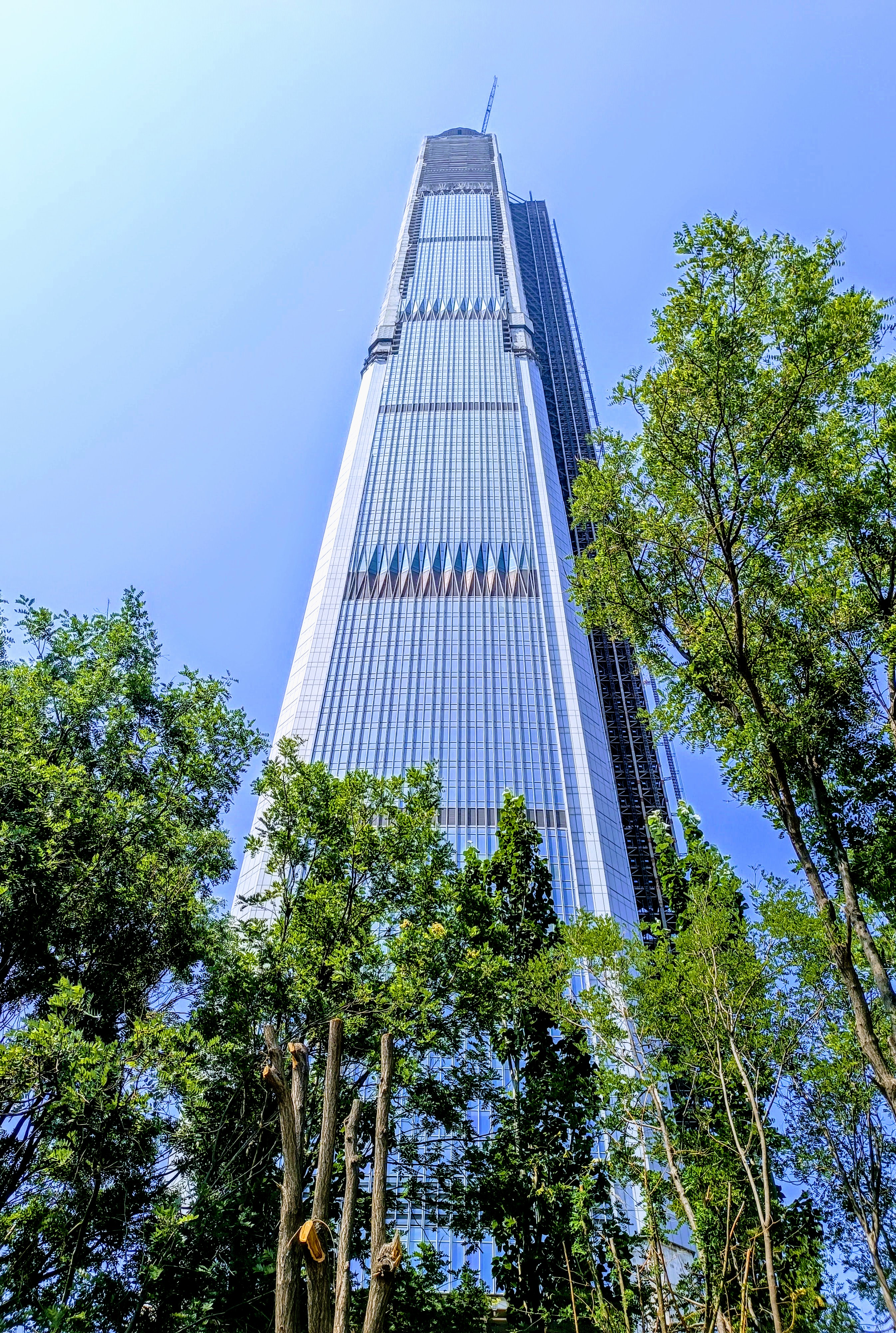
高银金融117

高银金融117大厦地下3层，局部4层，地上117层，包含设备层共计130层，总建筑面积84.7万平方米，117塔楼总高度597米，结构高度596.2米，是中国结构第一高楼，为钢筋混凝土核心筒+巨型框架的结构体系。
大厦基坑开挖面积12.41万平方米，坑底面积9.71万平方米，基坑大面积开挖深度为19米，117塔楼区域26米（局部37米）。地下室总建筑面积34.2万平方米，地下室结构部分混凝土总量约37万立方米，钢筋总量约8万吨，钢结构总量约1.4万吨。主塔楼地上部分建筑面积49.7万平方米，塔楼平面上近似正方，面积向上以0.88度的角度逐层缩小，大楼首层平面尺寸65米×65米，4200平方米，顶层46米×46米，2100平方米。

## 建设工程进度

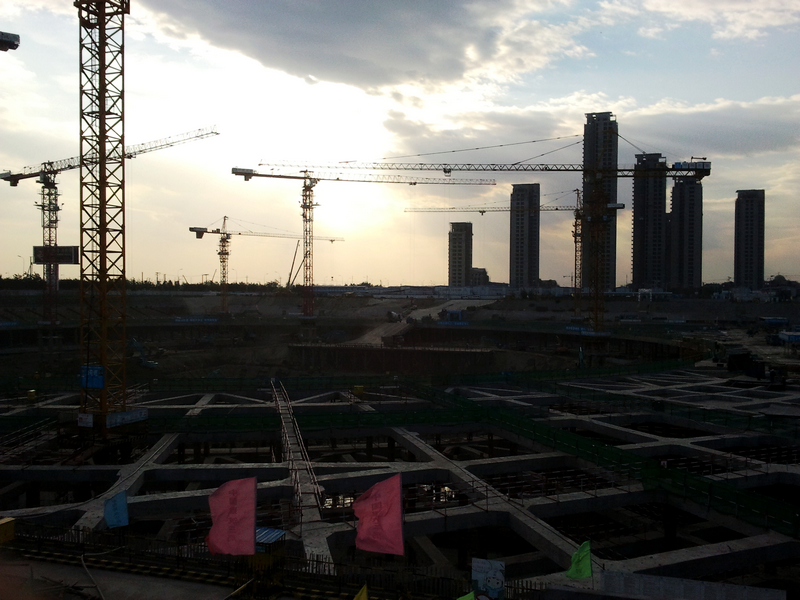
2011年10月15日的建设现场

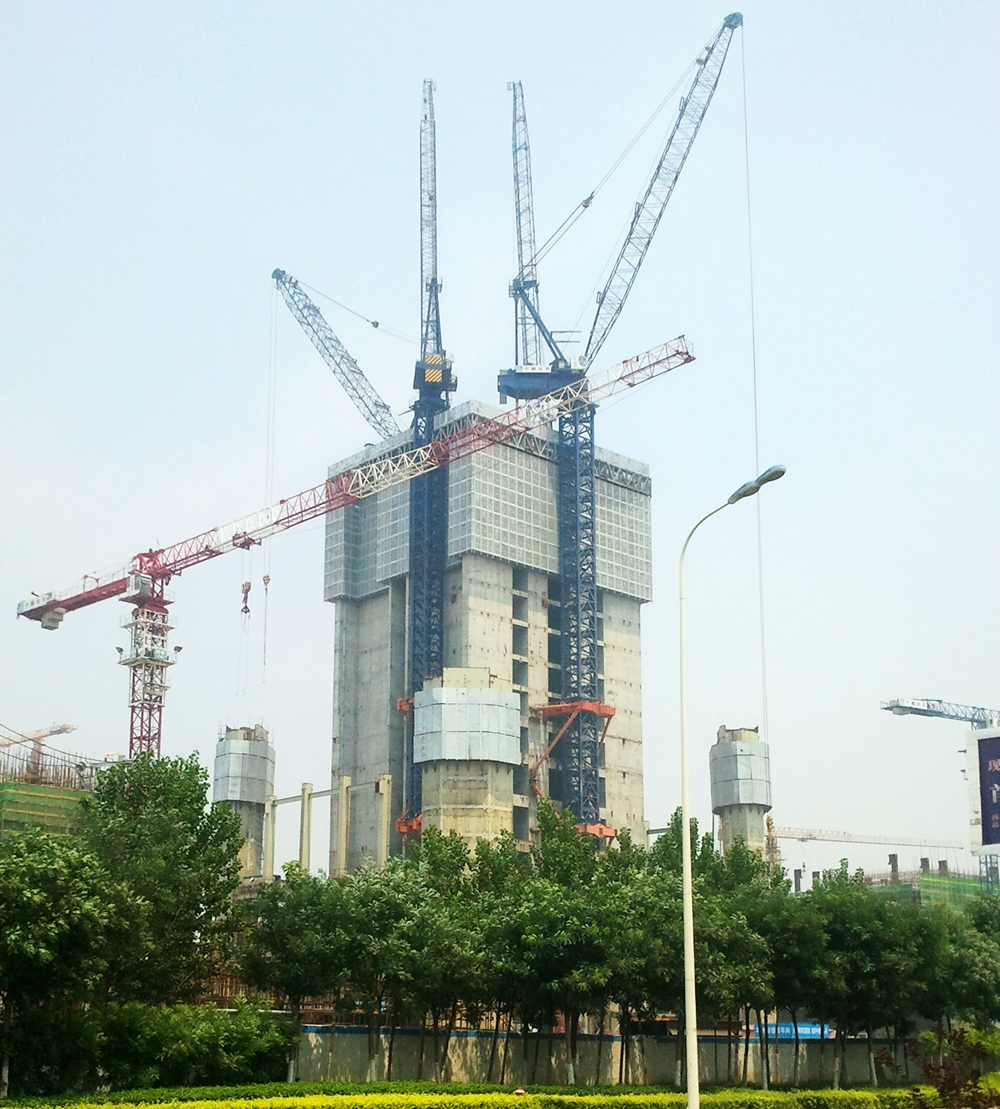
2013年6月13日的建设现场

高银金融117建设总工期为1468天，有超400名专业管理人员、超100家劳务和专业分包、超10000名施工劳务参加工程建设。

### 前期
- 2007年，高銀集團前身松日通訊以20.26亿元与天津海泰控股集团签订土地收购协议，买下位于海泰内环二路环外中心区津西清海的地块[4]。同年12月12日，高银金融117大厦举行奠基仪式。[5]

- 2008年9月10日，高银金融117大厦项目正式开工建设。[6]2009年，高银117项目的基坑相当于18个标准足球场大。2011年12月25日上午8点整，117大厦项目D区65000立方米C50大体积底板混凝土将隆重开盘浇筑，用66个小时完成大底板混凝土的施工。

### 2012年
- 2012年6月，中建三局117项目部组织了50台啄木鸟（液压破碎锤）、40台装载机，仅用100小时破除和清理了8800立方米混凝土内支撑，在建筑领域内是罕见的。

- 7月30日，117大厦实现主塔楼地下室结构封顶。

- 8月1日，高银金融117大厦的地下室结构封顶。[7]

- 10月，中建三局77.97亿元中标高银金融117大厦的上部主塔楼工程。[8]

### 2013年
- 3月24日，大厦高度达到50米。[9]2013年7月25日，天津117大厦主塔楼突破百米大关，达到103.11米高度。[10]

- 12月24日，117大厦核心筒施工至37层，主体结构施工至196.62米，水平结构施工至18层，巨柱施工至27层。

### 2014年
- 1月15日，117大厦主塔楼核心筒施工至42层，主体结构标高达到218.92米。
- 2月24日，117大厦主塔楼核心筒施工至44层，主体结构标高达228.26米。
- 3月18日，117大厦主塔楼核心筒顶升模架系统第48次顶升现顺利完成，48层混凝土施工已完成，高度251米。
- 3月31日，117大厦主塔楼顶模第50次顶升已完成，高度260米。
- 4月16日，117大厦主塔楼施工至53层，大厦核心筒高度268.09米。
- 7月4日，117大厦主体结构施工至67层，主体高度已经达到337.2米超越336.9米天津环球金融中心成为天津市摩天大楼的第一高度。
- 9月17日，117大厦主塔楼核心筒第84层混凝土浇筑完成，标高达416.91米，超越高415.2米的天津广播电视塔，成为中国北方最高建筑物。[11]
- 10月30日，117大厦主塔楼顶模第96次顶升顺利完成，核心筒混凝土浇筑至93层，混凝土浇筑顶标高456.940米。
- 11月16日，117大厦主塔楼顶模第97次顶升顺利完成，核心筒混凝土浇筑至93夹层，混凝土浇筑顶标高461.39米。
- 11月29日，117大厦主塔楼顶模第99次顶升顺利完成，核心筒混凝土浇筑至94mF层，混凝土浇筑顶标高470.29米。
- 12月7日，117大厦主塔楼顶模第100次顶升顺利完成，核心筒混凝土浇筑顶标高474.74米。
- 12月18日，117大厦主塔楼顶模第101次顶升顺利完成，核心筒混凝土浇筑至95F层，混凝土浇筑顶标高为478米。
- 12月24日，117大厦主塔楼核心筒顶模系统第102次顶升顺利完成，核心筒混凝土浇筑至96F层，混凝土浇筑顶标高为482.710米。
- 12月29日，117大厦主塔楼顶模系统第103次顶升顺利完成，核心筒混凝土浇筑至97F层，混凝土浇筑顶标高为486.695米。

### 2015年

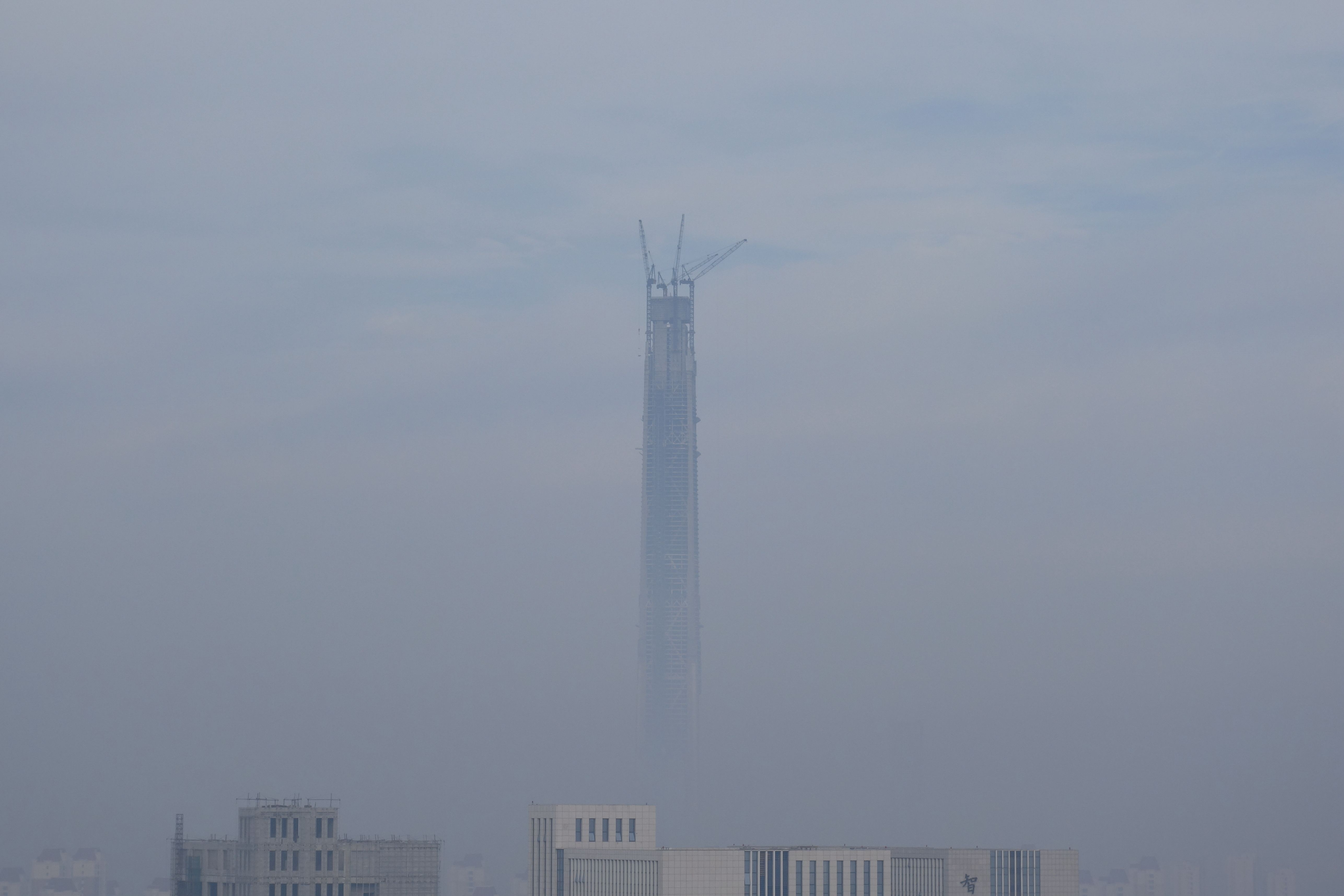
雾霭中的高银金融117大厦

- 1月3日，17大厦主塔楼顶模第104次顶升顺利完成，核心筒混凝土浇筑至98层，混凝土浇筑顶标高为490.680米。
- 1月12日，117大厦主塔楼顶模第105次顶升顺利完成，核心筒混凝土浇筑至99层，混凝土浇筑顶标高为494.665米
- 1月19日，117大厦主塔楼核心筒第101层混凝土浇筑完成，标高达502.635米，成世界第8座、中国第5座、中国北方第1座突破500米的摩天大楼。[12]
- 1月27日，117大厦顶模第108次顶升顺利完成，混凝土浇筑至102层，浇筑顶标高506.620米。
- 3月8日，117大厦主塔楼顶模第109次顶升顺利完成，核心筒混凝土浇筑至104层，混凝土浇筑顶标高为514.950米。
- 3月24日，117大厦主塔楼顶模第110次顶升顺利完成，大厦核心筒混凝土浇筑至105层，混凝土浇筑顶标高为519.950米。
- 4月8日，117大厦主塔楼顶模系统第111次顶升顺利完成，核心筒混凝土浇筑至106层，混凝土浇筑标高为523.550米。
- 5月14日，117大厦主塔楼顶模第112次顶升顺利完成，核心筒混凝土浇筑至107层，混凝土浇筑顶标高为527.920米。
- 4月24日，117大厦顶模第113次顶升顺利完成，核心筒混凝土施工至108层，混凝土浇筑顶标高531.905米。
- 5月2日，117大厦主塔楼顶模第114次顶升顺利完成，核心筒混凝土浇筑至109层，混凝土浇筑顶标高为535.890米。
- 5月10日，117大厦主塔楼顶模第115次顶升完成，核心筒混凝土浇筑至110层，混凝土标高为539.8米，超越广州东塔539.2米的高度。
- 5月16日，117大厦主塔楼顶模第116次顶升完成，核心筒混凝土浇筑至111层，混凝土浇筑顶标高为543.860米。
- 5月27日，117大厦主塔楼顶模第117次顶升顺利完成，核心筒混凝土浇筑至112层，混凝土浇筑顶标高为547.845米。
- 5月31日，117大厦主塔楼第113层混凝土浇筑顺利完成，核心筒结构标高为553.095米。
- 6月9日，117大厦主塔楼核心筒混凝土高度达558.345米，超越了深圳平安金融中心555.5米的核心筒总高度。
- 7月8日，117大厦通道塔施工至101层，成功实现了封顶。其500.61米的总高度成为全球最高通道塔，也是中国大陆地区首座超高层通道塔。
- 7月26日，117大厦主塔楼顶模系统第121次顶升顺利完成，核心筒混凝土浇筑至115层，混凝土浇筑顶标高为567.345米。
- 8月3日，117大厦主塔楼顶模第122次顶升顺利完成，核心筒混凝土浇筑至115M层，混凝土浇筑顶标高为571.595米。
- 9月8日，实现结构封顶 ( 封頂指蓋樓的最後一道建築工序 ) ，但大樓隨即再次停工至2017年初。

### 2016年

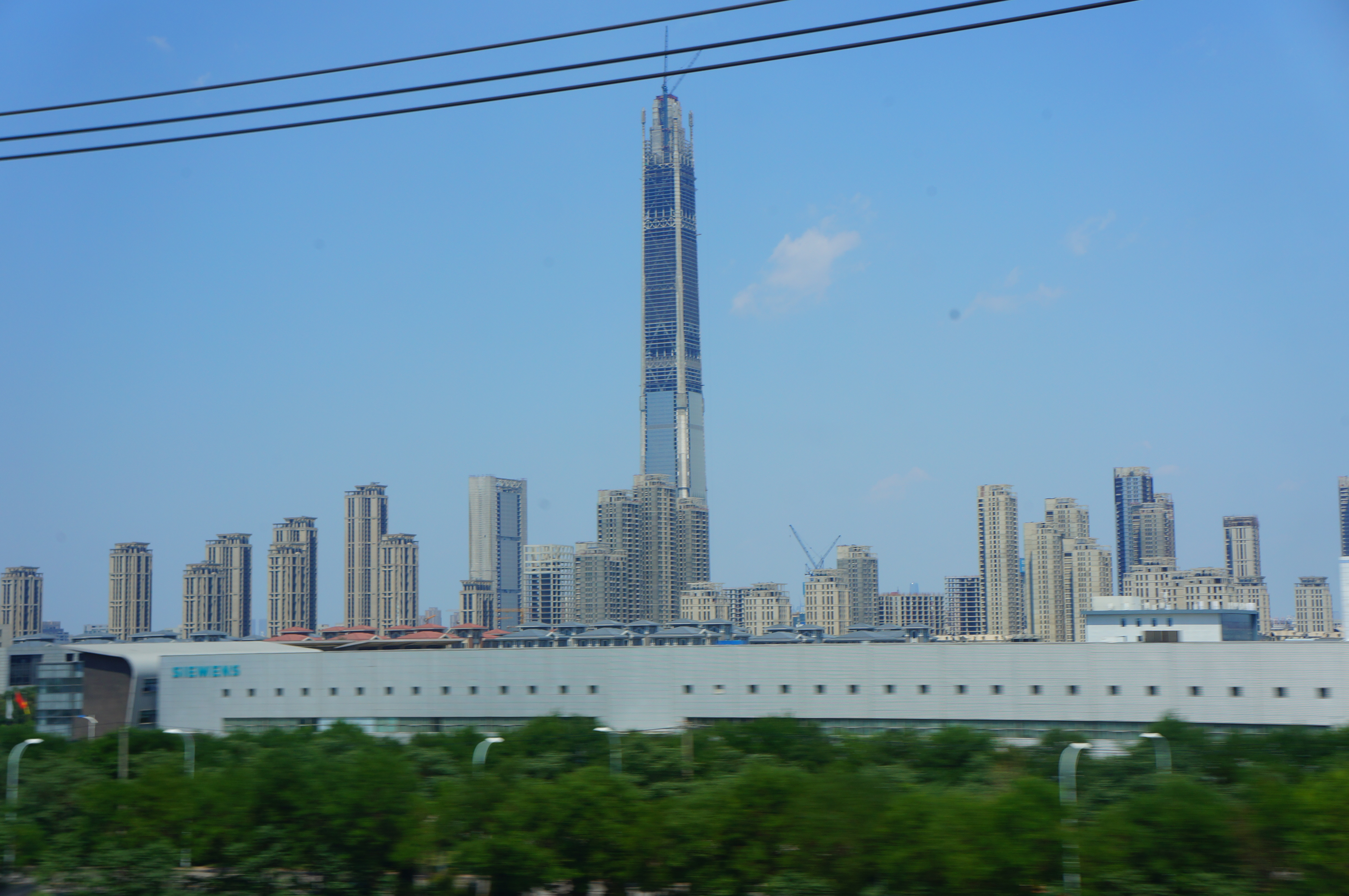
2016年6月建设情况

- 4月，高银地产及其控股股东潘蘇通同意由中国信达与潘苏通（高銀特殊機會）组成合资公司，向高银金融117项目继续投入180亿人民币。4月5日，英国《金融时报》撰文批评高银金融117是“错误时间上马的错误项目”[13]。

### 2017年
- 年初，117大厦再次復工，主體鋼框架（不包括觀景台）及四枝主力柱封頂。
- 7月13日，已使用4年的巨型天秤拆除，並改裝上較小的天秤，以繼續幕牆鋪設工程，同時建造頂端觀景台結構。

### 2018年

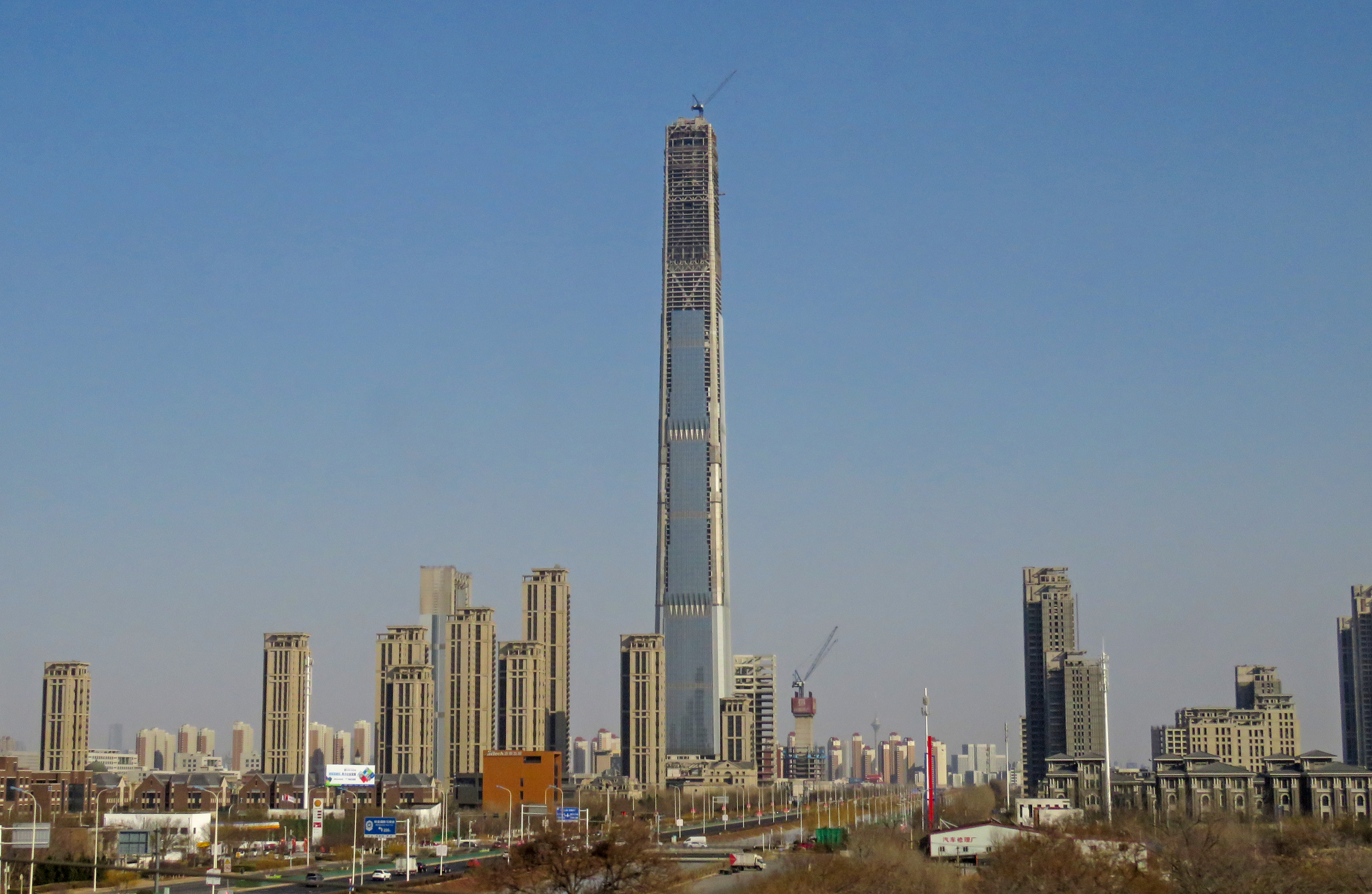
2018年2月建设情况

- 3月初，據聞大樓再易手予融創中國，遭否认[14]。
- 9月，大樓恢復頂部觀景台鋼結構焊接工程。

### 2019年
4月，主塔楼第二节点及幕墙安装启动。自稱2019年底前完成电梯及幕墙工程，但直至2020年底依然沒有完成。

### 2024年
天津市人民政府高度重视大厦项目盘活问题，鼓励协助通过各种途径寻求解决方案，以实现项目全面复工。

### 2025年
2025年1月，117大厦开始進行复工准备工作。大楼将在2025年4月30日复工，预计2027年4月30日完工。

## 功能劃分

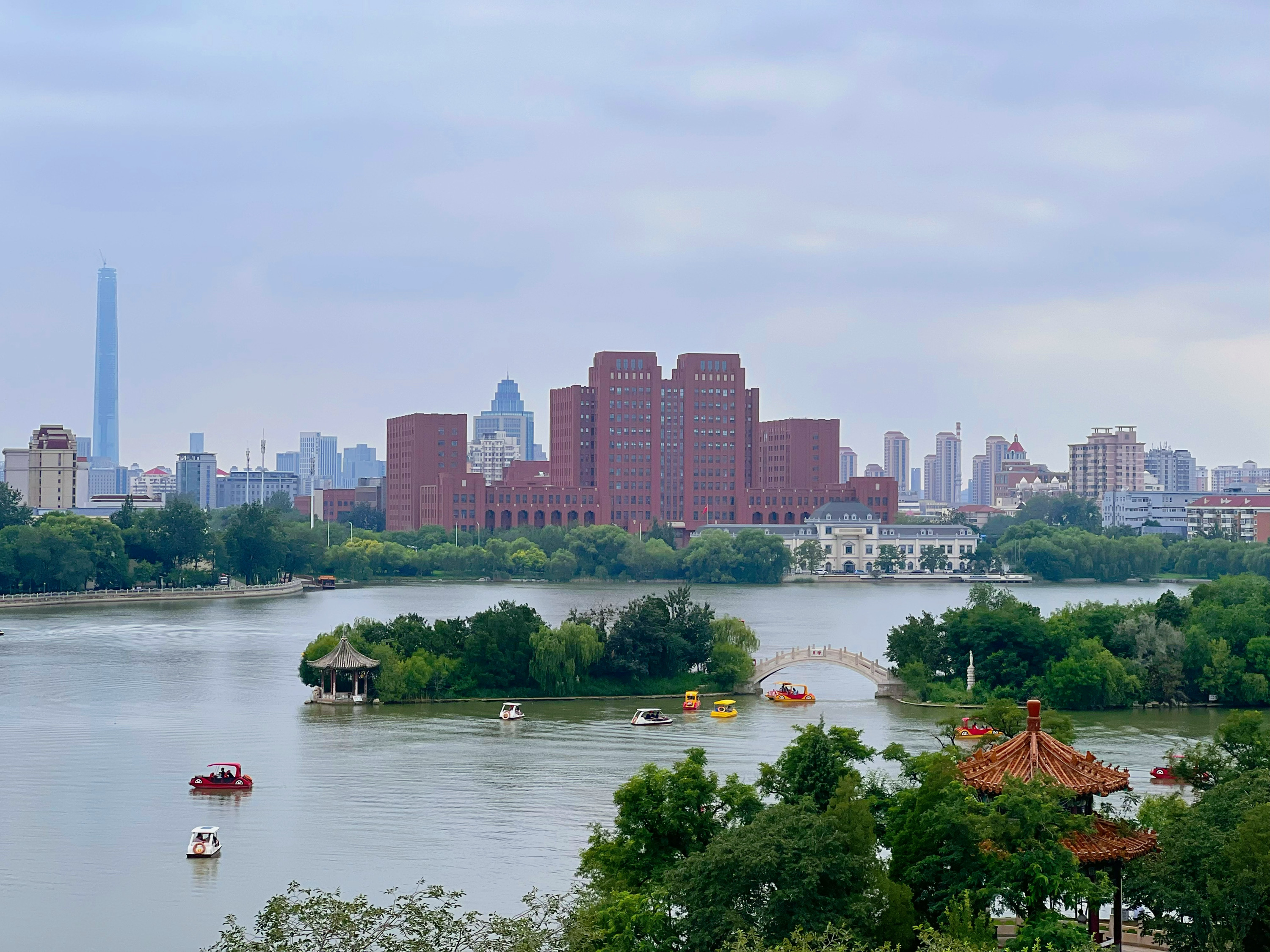
从天津水上公园眺远亭看高银117

| 樓層     | 用途                                   |
| -------- | -------------------------------------- |
| 頂層     | 機械層                                 |
| 117      | 旋轉觀景酒吧、咖啡廳                   |
| 116M     | 觀景廳                                 |
| 116      | 酒店餐廳                               |
| 115M     | 機械層                                 |
| 115      | 酒店會所（健身室/SPA/泳池）            |
| 114M2    | 機械層                                 |
| 106-114M | 酒店客房                               |
| 105M     | 機械層                                 |
| 105      | 機械層、避難層                         |
| 104M     | 機械層                                 |
| 95-104   | 酒店客房                               |
| 94-94M   | 酒店空中大堂/配套設施                  |
| 93M      | 機械層                                 |
| 93       | 機械層、避難層                         |
| 79-92    | 寫字樓                                 |
| 78       | 機械層、避難層                         |
| 64-77    | 寫字樓                                 |
| 63-63M   | 空中大堂、避難層                       |
| 62-62M   | 機械層                                 |
| 48-61    | 寫字樓                                 |
| 47       | 機械層、避難層                         |
| 33-46    | 寫字樓                                 |
| 32-32M   | 空中大堂、避難層                       |
| 31-31M   | 機械層                                 |
| 19-30    | 寫字樓                                 |
| 18       | 機械層、避難層                         |
| 7-17     | 寫字樓                                 |
| 6        | 機械層、避難層                         |
| 5        | 餐廳、裙樓屋頂花園                     |
| 4M       | 冷卻塔機械層                           |
| 4        | 多功能會議室                           |
| 3        | 餐廳、宴會廳、廚房                     |
| 2        | 寫字樓大堂、精品商店、連接商業廊之通道 |
| 1        | 寫字樓大堂、酒店大堂                   |
| B3-B1M   | 停車場、酒店後勤、機械層、貨物起卸區   |

## 電梯配置

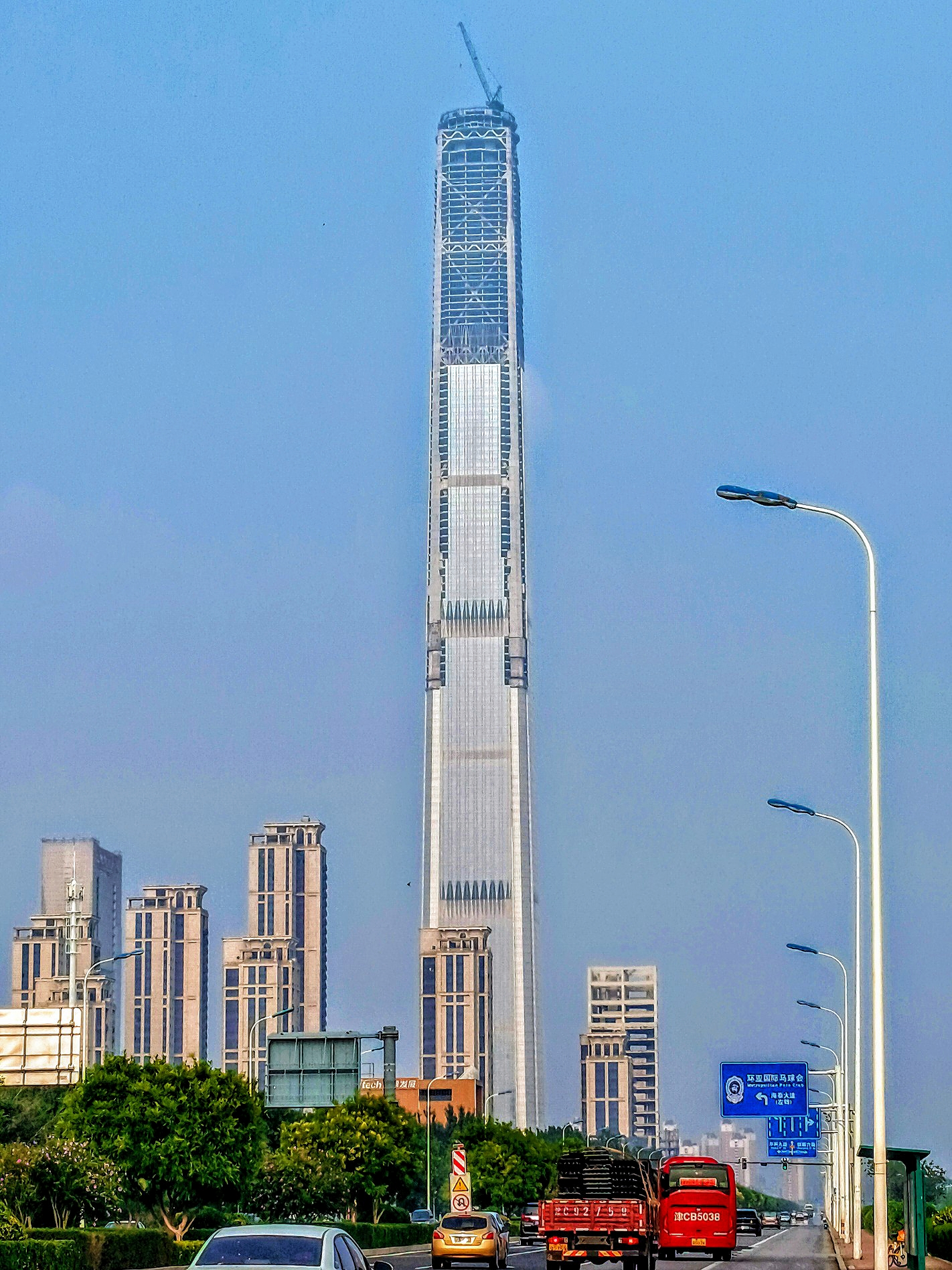
从津静公路上远望高银117

高銀金融117大廈電梯配置列表（全部採用OTIS 5000高速升降機）
- OF1-OF6（6部來往7/F-17/F之辦公電梯，雙層）：B1M/1、7-17
- OF7-OF12（6部來往19/F-30/F之辦公電梯，雙層）：B1M/1、19-30
- OF13-OF18（6部來往33/F-46/F之辦公電梯，雙層）：32/32M、33-46
- OF19-OF24（6部來往48/F-61/F之辦公電梯，雙層）：32/32M、48-61
- OF25-OF30（6部來往64/F-77/F之辦公電梯，雙層）：63/63M、64-77
- OF31-OF36（6部來往79/F-92/F之辦公電梯，雙層）：63/63M、79-92
- OS1-OS4（4部來往32/F&32M/F空中大堂之穿梭電梯，雙層）：B1M/1、32/32M
- OS5-OS8（4部來往63/F&63M/F空中大堂之穿梭電梯，雙層）：B1M/1、63/63M
- OP1-OP4（4部辦公專用之停車場電梯）：B3-B1、B1M、1、2
- HL1-HL4（4部來往酒店客房之電梯）：94、94M、95-114、114M
- HL5-HL6（2部來往酒店配套設施之電梯）：94M、115、116、116M、117
- HS1-HS6（6部來往酒店大堂及配套設施之穿梭電梯，雙層）：1/2、94/94M
- HP1-HP6（6部來往酒店大堂及配套設施之低區電梯）：B3-B1、B1M、1-5
- HF1-HF2（2部來往酒店之服務電梯）：93M、94、94M、95-104、104M、105、105M、106-114、114M、114M2、115、115M、116、116M、117
- FS1-FS2（2部消防及服務電梯）：B3-B1、B1M、1-4、4M、5-31、31M、32、32M、33-62、62M、63、63M、64-93、93M、94、94M、95-104、104M、105、105M、106-114、114M、114M2、115、115M、116、116M、117
- FT1（1部載貨之服務電梯）：B3-B1、B1M、1-4、4M、5-31、31M、32、32M、33-62、62M、63、63M、64-93、93M
- LS1-LS2（2部來往B3/F-6/F之服務電梯）：B3-B1、B1M、1-4、4M、5-6
- LS3-LS4（2部來往7/F-18/F之服務電梯）：7-18
- LS5-LS6（2部來往19/F-31M/F之服務電梯）：19-31、31M
- LS7-LS8（2部來往32/F-47/F之服務電梯）：32、32M、33-47
- LS9-LS10（2部來往48/F-62M/F之服務電梯）：48-62、62M
- LS11-LS12（2部來往63/F-78/F之服務電梯）：63、63M、64-78
- LS13-LS14（2部來往79/F-92M/F之服務電梯）：79-92、92M
- LS15-LS16（2部來往93/F-104M/F之服務電梯）：93、93M、94、94M、95-104、104M
- LS17-LS18（2部來往105/F-114M2/F之服務電梯）：105、105M、106-114、114M、114M2

## 工程纪录

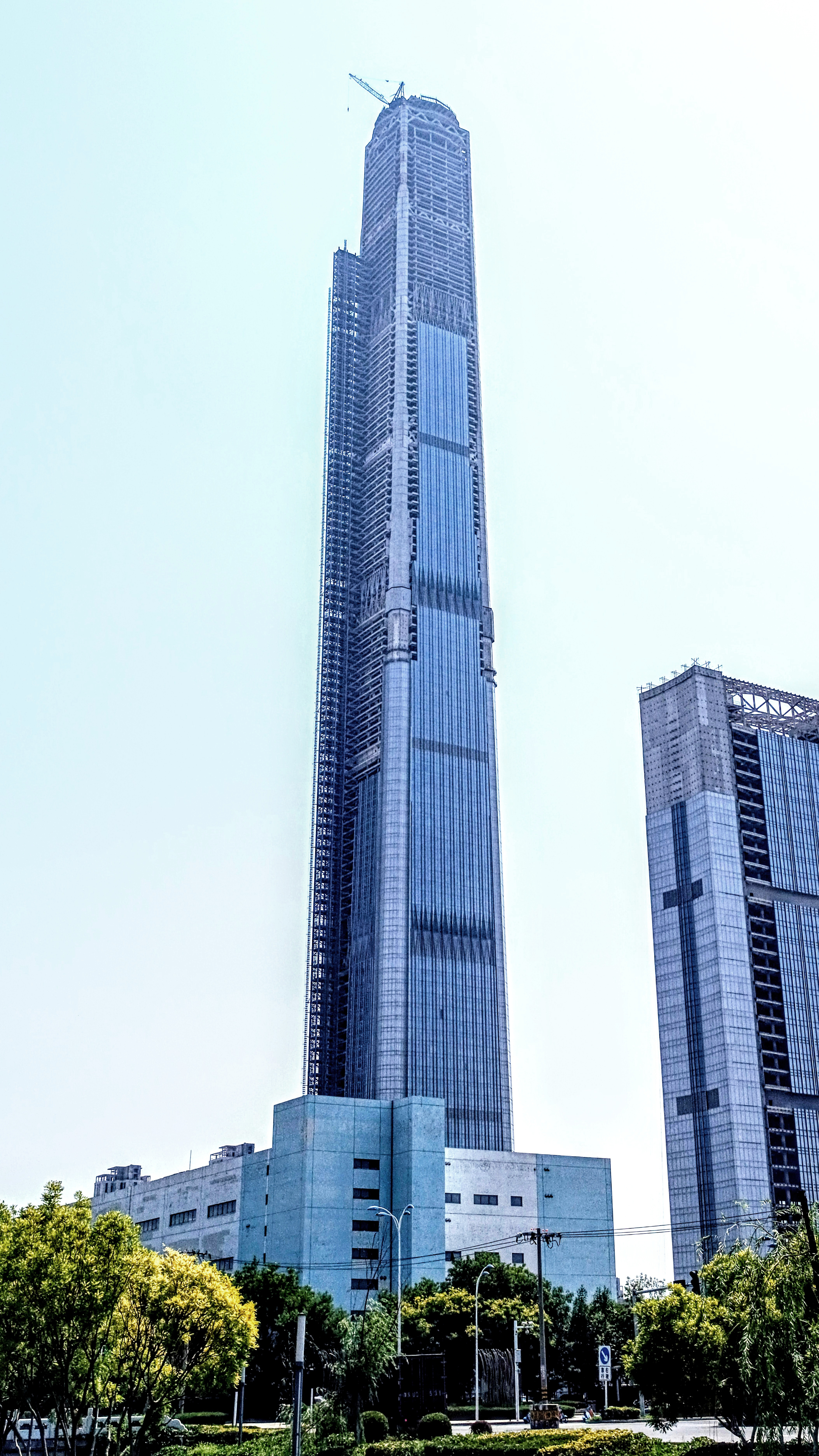
2023年的高银金融117

天津117大厦所在地地层结构复杂，是以粉砂、粉土和粉质黏土为主的海相与陆相交互沉积地层，同时高度达600米左右，因而在建筑工程领域创造了至少11项中国之最和世界之最，但因為沒有完工，多項世界之最均為自稱而沒有實現。
- 单体建筑面积中国之最：84.7万平方米。
- 单体建筑基坑土方开挖之最：200万立方米。
- 民用建筑工程桩长度之最：117大楼工程桩桩长为100米以上，僅次於港鐵朗屏站的129米。[10]
- 水下浇注民用建筑工程桩钢筋规格之最：直径50毫米三级钢，底板C50。
- 大体积混凝土体量最大：7万立方米。
- 钢结构巨型钢柱尺寸世界之最：24米×22.8米。
- 在116层、579米处的夹层处设置世界最高观光厅，預期將打破平安金融中心「雲際觀光」在2017年创造的562米紀錄，成为世界最高观光厅。但沒有建成。
- 在115层、564米处设有豪华游泳池，成为世界最高的室内泳池。但沒有建成。
- 世界最高爛尾建築物。

## 轶闻
美国探索频道在117大厦建设时同步拍摄工程纪录片。
2014年10月20日，20对建设者新人在高银117大厦建设现场举行集体婚礼。